# James B. Edwards
James Burrows Edwards (Hawthorne, 24 giugno 1927 – Mount Pleasant, 26 dicembre 2014) è stato un politico statunitense, segretario dell'energia sotto l'amministrazione Reagan dal 1981 al 1982 ed in precedenza governatore della Carolina del Sud dal 1975 al 1979.

## Biografia
Nato a Hawthorne, in Florida, ha prestato servizio presso la marina militare statunitense durante la seconda guerra mondiale. Nel 1950 ha conseguito una laurea presso il College of Charleston. Nel 1955 ha poi ottenuto un dottorato in odontoiatria presso l'Università di Louisville, per poi svolgere uno stage in materia presso l'Università della Pennsylvania. Ritornato a Charleston, nel 1960 fondò uno studio di odontoiatria specializzato in chirurgia maxillo-facciale. Successivamente ha ricoperto una serie di incarichi associati all'odontoiatria nella comunità.
Entrato in politica con il Partito Repubblicano, si candidò per la prima volta nel 1971 alla Camera dei rappresentanti per il 1º distretto della Carolina del Sud per ottenere il seggio lasciato vacante dal deputato uscente L. Mendel Rivers, deceduto l'anno precedente. Perse successivamente contro il democratico Mendel Jackson Davis.
Nel 1974 si candidò a governatore della Carolina del Sud e venne eletto con il 50,3% dei voti battendo lo sfidante William Jennings Bryan Dorn, diventando il primo repubblicano a ricoprire tale carica sin dall'era della ricostruzione post-guerra civile. In un periodo in cui il suo partito fu travolto dallo scandalo Watergate e dalle dure proteste da coloro che si opposero alla guerra in Vietnam, Edwards rinunciò a ricandidarsi per un secondo mandato e venne succeduto nel 1979 dal democratico Richard Riley.
All'inizio del 1981 fu nominato dal neo-presidente Ronald Reagan come segretario dell'energia all'interno del suo nuovo gabinetto. Si dimise l'anno successivo per assumere l'incarico di presidente della Medical University of South Carolina, che ha ricoperto per 17 anni fino al 1999.
Morì all'età di 87 anni il 26 dicembre 2014 dopo essere stato colpito da un ictus.